# Le crime est notre affaire
Le crime est notre affaire ist eine französische Kriminalkomödie von Pascal Thomas aus dem Jahr 2008. Sie beruht auf verschiedenen Werken von Agatha Christie.

## Handlung
Prudence Beresford ist langweilig. Ihr Mann, Colonel Bélisaire Beresford, hat früher beim Secret Service gearbeitet und ist seit kurzem Rentner. Prudence befürchtet, dass beide nun in Langeweile alt werden und nichts mehr in ihrem Leben passieren wird. Gerne hätte sie einen kleinen Mord, der Aufklärung bedarf. So trifft es sich gut, dass ihre Tante Babette Boutini Ende November per Zug zu Besuch kommt und berichtet, auf dem Weg von Martigny im Zug des Gegenverkehrs einen Mord beobachtet zu haben, so habe ein Mann eine Frau heftig gewürgt. Das Zugpersonal habe ihrem Bericht keine Beachtung geschenkt. Die Polizei sucht die Strecke ab, findet jedoch keine Leiche. Prudence lässt die Geschichte nicht los und sie beginnt, auf eigene Faust Ermittlungen anzustellen. Bélisaire pflegt unterdessen mit den Kameraden des Glasgower Oval Thistle Clubs schottische Traditionen.
Prudence findet unweit der Strecke, an der der Mord geschehen sein muss, den Eingang zum Vallée aux loups, einer weitläufigen Schlossanlage. Im Ort trifft kurz darauf die Haushälterin der dort lebenden Familie Charpentier ein, die gekündigt hat, da der Hausherr Roderick Charpentier unausstehlich sei. Kurzerhand bewirbt sich Prudence und wird als Haushälterin und Köchin eingestellt. Sie lernt Rodericks Tochter Emma kennen, die mit ihm im heruntergekommenen Schloss lebt und als einziges Kind mit Rodericks Launen umgehen kann. Roderick hat vier Söhne: Raphaël ist ein kalter Bankier, Augustin Jäger und Künstler, Frédéric ist musisch begabt und Vater von Alexie, die oft im Schloss mit ihrer Freundin Valérie bei ihrer Tante Emma übernachtet. Der vierte Sohn Edmond verstarb vor einigen Jahren. Neben Roderick, Emma und Alexie leben zudem der Gärtner und die langjährige Haushälterin Madame Clairin im Schloss. Arzt François Lagarde ist zudem regelmäßiger Gast, weil er Roderick behandelt und eine heimliche Affäre mit Emma hat.
Seit dem Mord sind einige Wochen vergangen und Weihnachten steht vor der Tür. Alle Kinder Rodericks treffen im Schloss ein: Prudence hat sich als Köchin bewährt und beginnt nun, das Schloss zu erkunden. Unweit der Bahnstrecke findet sie einen roten Handschuh, der dem Opfer gehört haben muss, und schließlich in einem Sarkophag, der zur Sammlung Rodericks gehört, die Leiche der unbekannten Frau. Die polizeilichen Ermittlungen beginnen und Bélisaire Beresford erfährt über Ermittler Blache, wo seine Frau Prudence steckt. Die hat sich vor den Charpentiers als Witwe ausgegeben, sodass Bélisaire als vermeintlicher Ermittler zum Schloss kommt und gemeinsam mit Prudence am Fall arbeitet. Emma äußert den Verdacht, dass es sich bei der Toten um Martina, die russische Witwe Edmonds, handeln könne, die die Familie jedoch nie kennengelernt hatte. Nur über einen Briefwechsel wussten sie von ihr; sie hatte sich für Ende November bei den Charpentiers angekündigt, da sie von Edmond einen Sohn bekommen hatte, um den sie sich nicht mehr kümmern konnte. Kurz vor der Reise kam jedoch eine merkwürdig formulierte Absage und seither hat die Familie nichts mehr von ihr gehört. Jeder in der Familie hätte ein Mordmotiv, da Martina eine Teilung des ohnehin schon auf mehrere Schultern verteilten Erbes des Großvaters bedeutet hätte, das dieser testamentarisch einst seinem Sohn Roderick verwehrt hat und das erst nach Rodericks Tod ausgezahlt werden darf. Die Autopsiefotos der Leiche lassen Prudence jedoch eher an eine Tänzerin als Opfer denken. Eine derartige Spur in der Tanzschule von Bélisaires Bekannter Margaret Brown – Tänzerin Anna Karenina war Ende November nach Aussöhnung mit ihrem Mann aufs Land gereist und ist seither verschwunden – zerschlägt sich jedoch, als eine Freundin der Vermissten von ihr eine Postkarte erhält.
Das Weihnachtsessen finden im Familienkreis der Charpentiers statt, doch muss Arzt François Lagarde vorzeitig wegen eines Krankenfalls gehen. Kurz nach dem Essen zeigen alle Mitglieder der Familie, die vom Bûche de Noël gegessen haben, Vergiftungserscheinungen. Schon Roderick war vor einigen Wochen nach leichten Vergiftungserscheinungen von François Lagarde behandelt worden. Auch jetzt kümmert sich Lagarde um die Kranken, doch stirbt Augustin kurz darauf. Am nächsten Tag holt Madame Valois ihre Tochter Valérie, Alexies Freundin, nach Hause ab. Sie erfährt vom Verdacht, dass es sich bei der Toten um Edmonds Witwe Martina handelt, und offenbart sich Emma: Sie selbst sei Martina, nun Ehefrau von Valérie Valois’ Vater, den sie nach dem Tod Edmonds in Belgrad kennengelernt habe. Sie entschied sich, sich der Familie nicht zu offenbaren, weil sie durch Valéries Freundschaft mit Alexie sowieso im steten Kontakt mit den Charpentiers stand. Kurze Zeit später stirbt Raphaël, nachdem er ein von François Lagarde verschriebenes Medikament zu sich genommen hat. Prudence setzt nun einen Trick ein. Sie lädt Babette Boutiti auf das Schloss der Carpentiers ein, wo sie vor François Lagarde vorgibt, eine Fischgräte im Hals zu haben. Er umklammert ihren Hals und Babette erkennt in ihm den Würger vom Zug wieder. François Lagarde wird festgenommen. Es stellt sich heraus, dass die Tote Anna Karenina war, seine Frau. Er wollte sie verlassen, um Emma heiraten zu können, doch willigte die Tänzerin nicht in die Scheidung ein. Er tötete daher nicht nur sie, sondern hatte auch vor, alle Geschwister Emmas und am Ende Roderick umzubringen, um bei der Heirat Emmas das gesamte Erbe der Charpentiers zu erhalten. Prudence und Bélisaire verlassen das Anwesen und ziehen ein Zelten im Freien schließlich dem weihnachtlichen Familientrubel im eigenen Schloss vor.

## Produktion

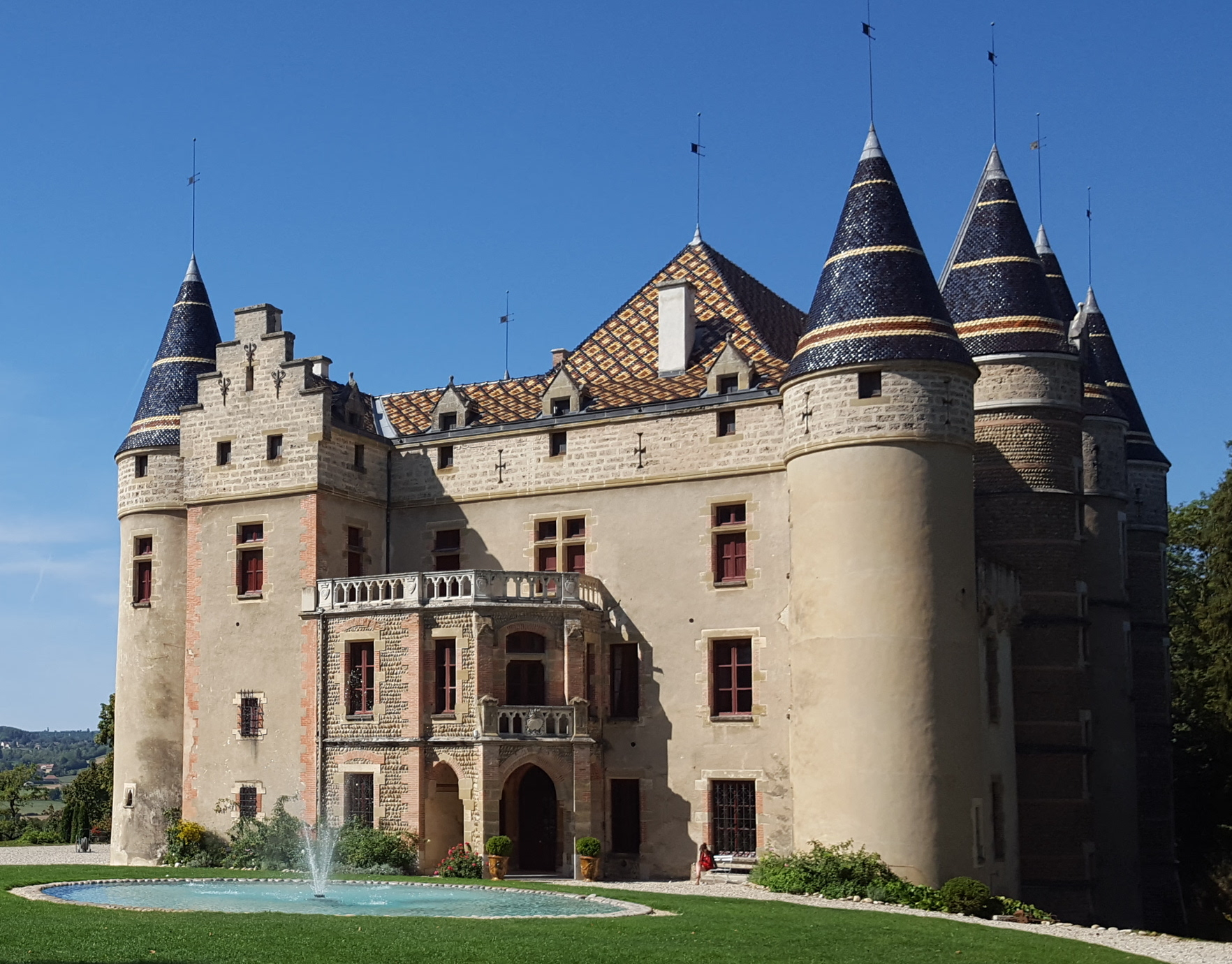
Château de Pupetières, im Film Charpentiers Burg

Le crime est notre affaire basiert auf der Kurzgeschichtensammlung Die Büchse der Pandora und dem Kriminalroman 16 Uhr 50 ab Paddington von Agatha Christie. Es war nach Mon petit doigt m’a dit … (2005) die zweite Agatha-Christie-Verfilmung von Regisseur Pascal Thomas. Erneut besetzte er Catherine Frot und André Dussollier als das Ehepaar Beresford. Mit Associés contre le crime: L’oeuf d’Ambroise folgte 2012 die dritte Verfilmung mit Frot und Dussollier in den Hauptrollen. Chiara Mastroianni und Christian Vadim, die im Film die Geschwister Emma und Augustin spielen, sind Halbgeschwister (ihre Mutter ist Catherine Deneuve).
Die Dreharbeiten fanden in Frankreich, Italien und in der Schweiz (Bahnhof in Martigny) statt. Das Schloss der Charpentiers ist in Wirklichkeit das Château de Pupetières in Châbons. Einzelne Schlossszenen wurde am Château de Beaurevoir sowie im Castello Superiore in Arnad (Sarkophagszenen) gedreht. Dorfszenen rund um das Schloss der Charpentiers sowie eine Kirchenszene entstanden in Saint-Nicolas-la-Chapelle. Beim Schloss der Beresfords handelt es sich um das Château de Châtillon in Chindrieux. Die Kostüme schuf Laurence Esnault, die Filmbauten stammen von Katia Wyszkop. Bei den um das Schloss der Charpentiers aufgestellten Wolfsskulpturen handelt es sich um Betonskulpturen des Schweizer Künstlers Olivier Estoppey, die ab Ende 2008 unter dem Titel Les loups d’Estoppey als Kunstinstallation auch im Pariser Jardin du Palais Royal zu sehen waren.
Le crime est notre affaire erlebte am 2. Oktober 2008 auf dem belgischen Festival international du film francophone de Namur seine Premiere und lief am 15. Oktober 2008 in den französischen Kinos an. Mit 1,17 Millionen Zuschauern bis Jahresende zählte Le crime est notre affaire zu den erfolgreichsten französischen Filmen des Jahres.

## Auszeichnungen
Beim César 2009 war Le crime est notre affaire in den Kategorien Beste Hauptdarstellerin (Catherine Frot) und Bestes adaptiertes Drehbuch nominiert.